# Landkreis Wetzlar

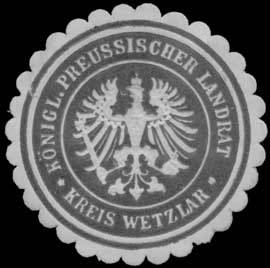
Siegelmarke K.Pr. Landrat Kreis Wetzlar

Der Landkreis Wetzlar (heute auch Altkreis Wetzlar) war bis 1976 ein Landkreis in Hessen mit Sitz der Kreisverwaltung in Wetzlar.

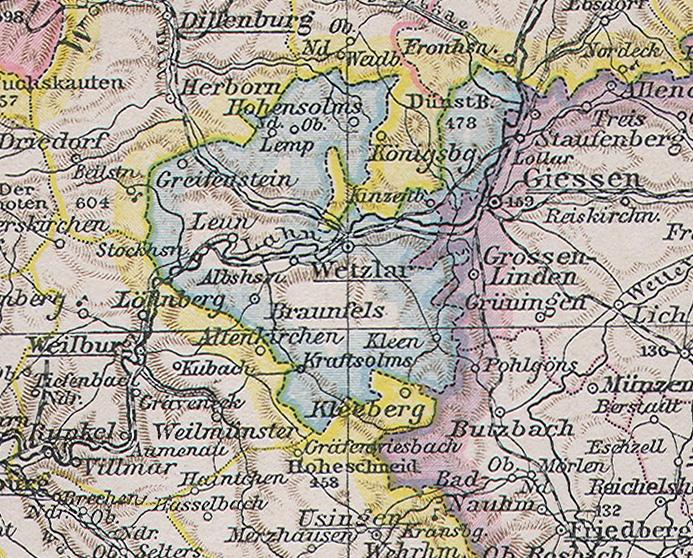
Der Kreis Wetzlar 1905

## Geographie
Der Landkreis Wetzlar grenzte Ende 1976, im Norden beginnend im Uhrzeigersinn, an die Landkreise Marburg-Biedenkopf und Gießen, den  Wetteraukreis, den Hochtaunuskreis, den Landkreis Limburg-Weilburg sowie an den Dillkreis.

## Geschichte
Der Kreis Wetzlar wurde 1816 im Regierungsbezirk Koblenz der preußischen Provinz Großherzogtum Niederrhein (ab 1822 Rheinprovinz) gegründet und bildete bis 1932 eine Exklave der Rheinprovinz. Der ebenfalls 1816 gegründete Kreis Braunfels wurde 1822 in den Kreis Wetzlar eingegliedert.
Am 1. Oktober 1932 fand in Preußen eine Kreisreform statt, die auch den Kreis Wetzlar betraf:
- Aus dem Landkreis Biedenkopf wechselten die Gemeinden Fellingshausen, Frankenbach, Hermannstein, Königsberg, Krumbach, Naunheim, Rodheim an der Bieber und Waldgirmes in den Landkreis Wetzlar.
- Aus dem Kreis Usingen wechselten die Gemeinden Brandoberndorf, Cleeberg, Espa, Hasselborn und Weiperfelden in den Landkreis Wetzlar.
- Der Kreis Wetzlar wechselte in die preußische Provinz Hessen-Nassau.

Der Kreis Wetzlar umfasste seitdem 91 Gemeinden, darunter die drei Städte Braunfels, Leun und Wetzlar.
Nach dem Zweiten Weltkrieg kam der Kreis zum Land Hessen. Ab 1952 führte der Kreis in Hessen die Bezeichnung Landkreis Wetzlar.
Als der Regierungsbezirk Wiesbaden 1968 aufgelöst wurde, kam der Landkreis Wetzlar zum Regierungsbezirk Darmstadt.
Ab 1967 änderte sich mehrfach die Abgrenzung des Landkreises:
- Am 1. April 1967 schied die Gemeinde Kinzenbach aus dem Landkreis aus und wurde nach Heuchelheim im Landkreis Gießen eingemeindet.
- Am 31. Dezember 1971 schieden die Gemeinden Odenhausen und Salzböden aus dem Landkreis aus und wurden nach Lollar im Landkreis Gießen eingemeindet.
- Am 1. April 1972 schied die Gemeinde Bellersdorf aus dem Landkreis aus und wurde nach Mittenaar im Dillkreis eingemeindet.
- Am 1. Juli 1974 wechselte die Gemeinde Bischoffen aus dem aufgelösten Landkreis Biedenkopf in den Landkreis Wetzlar.
- Ebenfalls am 1. Juli 1974 wurden die Gemeinden Altenkirchen und Philippstein aus dem Oberlahnkreis nach Braunfels im Landkreis Wetzlar eingemeindet.

Die Fläche des Landkreises vergrößerte sich hierdurch von ursprünglich 640,2 km² auf 673,7 km². Bis Ende 1976 verringerte sich die Zahl der Gemeinden des Landkreises durch weitere Gemeindefusionen auf 47.
Mit Wirkung zum 1. Januar 1977 wurde der Landkreis Wetzlar im Rahmen der Gebietsreform in Hessen aufgelöst:
- Die Stadt Wetzlar sowie die Gemeinden Atzbach, Dutenhofen, Garbenheim, Hermannstein, Krofdorf-Gleiberg, Launsbach, Lützellinden, Münchholzhausen, Nauborn, Naunheim, Steindorf, Waldgirmes und Wißmar wurden in die neue kreisfreie Stadt Lahn eingegliedert.
- Die Gemeinde Ebersgöns wurde nach Butzbach im Wetteraukreis eingemeindet.
- Das übrige Kreisgebiet, in dem gleichzeitig zahlreiche weitere Gemeinden fusionierten, ging im neuen Lahn-Dill-Kreis auf.

Wegen heftiger Proteste seitens der Bevölkerung wurde die Gebietsreform jedoch teilweise wieder rückgängig gemacht. Mit Wirkung vom 1. August 1979 wurde die Stadt Lahn wieder aufgelöst. Der größte Teil des früheren Landkreises Wetzlar mitsamt der wiedererrichteten Stadt Wetzlar sowie der frühere Dillkreis bilden seitdem den Lahn-Dill-Kreis. Der Sitz der Kreisverwaltung ist Wetzlar. Die Gemeinde Biebertal, die bis 1976 zum Landkreis Wetzlar gehört hatte, verblieb nicht im Lahn-Dill-Kreis, sondern kam zum wiedererrichteten Landkreis Gießen.
Zur Wirtschaftsgeschichte siehe auch Lahn-Dill-Gebiet.
Für die Rechtsprechung siehe Kreisgericht Wetzlar.

## Einwohnerentwicklung
| Jahr | Einwohner | Quelle |
| ---- | --------- | ------ |
| 1819 | 033.030   | [ 9 ]  |
| 1828 | 035.642   | [ 10 ] |
| 1871 | 044.913   | [ 11 ] |
| 1880 | 048.867   | [ 11 ] |
| 1890 | 051.037   | [ 1 ]  |
| 1900 | 054.075   | [ 1 ]  |
| 1910 | 062.112   | [ 1 ]  |
| 1925 | 070.464   | [ 1 ]  |
| 1939 | 090.931   | [ 1 ]  |
| 1950 | 127.379   | [ 1 ]  |
| 1960 | 141.500   | [ 1 ]  |
| 1970 | 157.600   | [ 12 ] |
| 1976 | 161.900   | [ 7 ]  |

## Landräte
- Friedrich Felix Furkel (1816–1822)
- Karl Ernst von Ernsthausen (1822, vertretungsweise)
- Julius von Sparre (1822–1845)
- Rudolph von Dewitz (1845–1848, auftragsweise)
- Carl Diesterweg (1848, auftragsweise)
- Anton Kessler (1848–1850)
- Wilhelm Friedrich Groos (1850–1859)
- Ewald von Kleist-Retzow (1858, vertretungsweise)
- Gustav von Diest (1858–1866)
- Johann Forster (1866–1867, vertretungsweise)
- Otto von Helldorff (1867–1874)
- Bernhard Tieschowitz von Tieschowa (1874–1888)
- Karl Stackmann (1888–1896)
- Adolf Goedecke (1896–1900)
- Wilhelm Sartorius (1900–1929)
- Konrad Miß (1929–1933)
- Heinrich Grillo (1933–1941)
- Johann Bangert (1942–1945)
- Konrad Miß (1945–1948)
- August Monzen (1948–1952)
- Walter Preißler (1952–1954)
- Hans-Günther Weber (1954–1960)
- Philipp Schubert (1960–1965)
- Werner Best (1965–1970)
- Kurt Wilhelm Sauerwein (1971–1976)[13]

## Gemeinden
Die folgende Tabelle enthält alle Gemeinden, die dem Landkreis Wetzlar angehörten, sowie die Daten aller Eingemeindungen.
| Gemeinde          | eingemeindet nach              | Datum der Eingemeindung | Anmerkungen                                                          |
| ----------------- | ------------------------------ | ----------------------- | -------------------------------------------------------------------- |
| Ahrdt             | Hohenahr                       | 1. April 1972           |                                                                      |
| Albshausen        | Bielhausen                     | 1. Juli 1971            |                                                                      |
| Allendorf         | Ulmtal                         | 1. Februar 1971         |                                                                      |
| Altenkirchen      | Hohenahr                       | 1. Januar 1977          |                                                                      |
| Aßlar             |                                |                         |                                                                      |
| Atzbach           | Lahn                           | 1. Januar 1977          | am 1. August 1979 zur Gemeinde Lahnau                                |
| Bechlingen        | Aßlar                          | 31. Dezember 1971       |                                                                      |
| Bellersdorf       | Mittenaar (Dillkreis)          | 1. April 1972           |                                                                      |
| Berghausen        | Aßlar                          | 31. Dezember 1971       |                                                                      |
| Bermoll           | Aßlar                          | 31. Dezember 1971       |                                                                      |
| Biebertal         |                                |                         | Gründung am 1. Dezember 1970, am 1. August 1979 zum Landkreis Gießen |
| Bielhausen        | Solms                          | 1. Januar 1977          | Gründung am 1. Juli 1971                                             |
| Bischoffen        |                                |                         | bis zum 1. Juli 1974 im Landkreis Biedenkopf                         |
| Biskirchen        | Leun                           | 31. Dezember 1971       |                                                                      |
| Bissenberg        | Leun                           | 31. Dezember 1971       |                                                                      |
| Blasbach          | Hermannstein                   | 31. Dezember 1971       |                                                                      |
| Bonbaden          | Braunfels                      | 31. Dezember 1971       |                                                                      |
| Brandoberndorf    | Waldsolms                      | 31. Dezember 1971       |                                                                      |
| Braunfels, Stadt  |                                |                         |                                                                      |
| Breitenbach       | Ehringshausen                  | 1. Januar 1977          |                                                                      |
| Burgsolms         | Solms                          | 1. Juli 1971            |                                                                      |
| Cleeberg          | Langgöns                       | 1. Januar 1977          |                                                                      |
| Daubhausen        | Ehringshausen                  | 1. Januar 1977          |                                                                      |
| Dillheim          | Ehringshausen                  | 31. Dezember 1970       |                                                                      |
| Dorlar            | Wetzlar                        | 1. August 1972          | am 1. August 1979 zur Gemeinde Lahnau                                |
| Dornholzhausen    | Langgöns                       | 1. Januar 1977          |                                                                      |
| Dreisbach         | Ehringshausen                  | 31. Dezember 1971       |                                                                      |
| Dutenhofen        | Lahn                           | 1. Januar 1977          | am 1. August 1979 zur Stadt Wetzlar                                  |
| Ebersgöns         | Butzbach (Wetteraukreis)       | 1. Januar 1977          |                                                                      |
| Edingen           | Sinn                           | 1. Januar 1977          |                                                                      |
| Ehringshausen     |                                |                         |                                                                      |
| Erda              | Hohenahr                       | 1. April 1972           |                                                                      |
| Espa              | Langgöns                       | 1. Januar 1977          |                                                                      |
| Fellingshausen    | Biebertal                      | 1. Dezember 1970        |                                                                      |
| Frankenbach       | Biebertal                      | 1. Januar 1977          |                                                                      |
| Garbenheim        | Lahn                           | 1. Januar 1977          | am 1. August 1979 zur Stadt Wetzlar                                  |
| Greifenstein      |                                |                         |                                                                      |
| Greifenthal       | Ehringshausen                  | 31. Dezember 1971       |                                                                      |
| Griedelbach       | Waldsolms                      | 31. Dezember 1971       |                                                                      |
| Großaltenstädten  | Hohenahr                       | 1. Juli 1972            |                                                                      |
| Großrechtenbach   | Rechtenbach                    | 1. August 1968          |                                                                      |
| Hasselborn        | Waldsolms                      | 31. Dezember 1971       |                                                                      |
| Hermannstein      | Lahn                           | 1. Januar 1977          | am 1. August 1979 zur Stadt Wetzlar                                  |
| Hochelheim        | Hüttenberg                     | 1. August 1968          |                                                                      |
| Hohenahr          |                                |                         | Gründung am 1. April 1972                                            |
| Hohensolms        | Hohenahr                       | 1. April 1972           |                                                                      |
| Holzhausen        | Ulmtal                         | 1. Februar 1971         |                                                                      |
| Hörnsheim         | Hüttenberg                     | 1. August 1968          |                                                                      |
| Hüttenberg        |                                |                         | Gründung am 1. August 1968                                           |
| Katzenfurt        | Ehringshausen                  | 1. Januar 1977          |                                                                      |
| Kinzenbach        | Heuchelheim (Landkreis Gießen) | 1. April 1967           |                                                                      |
| Kleenheim         | Langgöns                       | 1. Januar 1977          | Gründung am 31. Dezember 1971                                        |
| Kleinrechtenbach  | Rechtenbach                    | 1. August 1968          |                                                                      |
| Kölschhausen      | Ehringshausen                  | 1. Januar 1977          |                                                                      |
| Königsberg        | Biebertal                      | 1. Dezember 1970        |                                                                      |
| Kraftsolms        | Waldsolms                      | 31. Dezember 1971       |                                                                      |
| Krofdorf-Gleiberg | Lahn                           | 1. Januar 1977          | am 1. August 1979 zur Gemeinde Wettenberg                            |
| Kröffelbach       | Waldsolms                      | 31. Dezember 1971       |                                                                      |
| Krumbach          | Biebertal                      | 1. Dezember 1970        |                                                                      |
| Laufdorf          | Schöffengrund                  | 31. Dezember 1971       |                                                                      |
| Launsbach         | Lahn                           | 1. Januar 1977          | am 1. August 1979 zur Gemeinde Wettenberg                            |
| Leun, Stadt       |                                |                         |                                                                      |
| Lützellinden      | Lahn                           | 1. Januar 1977          | am 1. August 1979 zur Stadt Gießen                                   |
| Mudersbach        | Hohenahr                       | 1. Januar 1977          |                                                                      |
| Münchholzhausen   | Lahn                           | 1. Januar 1977          | am 1. August 1979 zur Stadt Wetzlar                                  |
| Nauborn           | Lahn                           | 1. Januar 1977          | am 1. August 1979 zur Stadt Wetzlar                                  |
| Naunheim          | Lahn                           | 1. Januar 1977          | am 1. August 1979 zur Stadt Wetzlar                                  |
| Neukirchen        | Braunfels                      | 31. Dezember 1971       |                                                                      |
| Niederbiel        | Solms                          | 1. Januar 1977          |                                                                      |
| Niedergirmes      | Wetzlar                        | 1. April 1903           |                                                                      |
| Niederkleen       | Kleenheim                      | 31. Dezember 1971       |                                                                      |
| Niederlemp        | Ehringshausen                  | 1. Januar 1977          |                                                                      |
| Niederquembach    | Schöffengrund                  | 31. Dezember 1971       |                                                                      |
| Niederwetz        | Schöffengrund                  | 31. Dezember 1971       |                                                                      |
| Oberbiel          | Bielhausen                     | 1. Juli 1971            |                                                                      |
| Oberkleen         | Kleenheim                      | 31. Dezember 1971       |                                                                      |
| Oberlemp          | Aßlar                          | 31. Dezember 1971       |                                                                      |
| Oberndorf         | Solms                          | 1. Juli 1971            |                                                                      |
| Oberquembach      | Schöffengrund                  | 31. Dezember 1971       |                                                                      |
| Oberwetz          | Schöffengrund                  | 31. Dezember 1971       |                                                                      |
| Odenhausen        | Lollar (Landkreis Gießen)      | 31. Dezember 1971       |                                                                      |
| Rechtenbach       | Schwingbach                    | 31. Dezember 1971       | Gründung am 1. August 1968                                           |
| Reiskirchen       | Hüttenberg                     | 1. Januar 1977          |                                                                      |
| Rodheim-Bieber    | Biebertal                      | 1. Dezember 1970        |                                                                      |
| Salzböden         | Lollar (Landkreis Gießen)      | 31. Dezember 1971       |                                                                      |
| Schöffengrund     |                                |                         | Gründung am 31. Dezember 1971                                        |
| Schwalbach        | Schöffengrund                  | 31. Dezember 1971       |                                                                      |
| Schwingbach       | Hüttenberg                     | 1. Januar 1977          | Gründung am 31. Dezember 1971                                        |
| Solms             |                                |                         | Gründung am 1. Juli 1971                                             |
| Steindorf         | Lahn                           | 1. Januar 1977          | am 1. August 1979 zur Stadt Wetzlar                                  |
| Stockhausen       | Leun                           | 31. Dezember 1971       |                                                                      |
| Tiefenbach        | Braunfels                      | 31. Dezember 1971       |                                                                      |
| Ulm               | Ulmtal                         | 1. Februar 1971         |                                                                      |
| Ulmtal            | Greifenstein                   | 1. Januar 1977          | Gründung am 1. Februar 1971                                          |
| Vetzberg          | Biebertal                      | 1. Dezember 1970        |                                                                      |
| Vollnkirchen      | Schwingbach                    | 31. Dezember 1971       |                                                                      |
| Volpertshausen    | Hüttenberg                     | 1. Januar 1977          |                                                                      |
| Waldgirmes        | Lahn                           | 1. Januar 1977          | am 1. August 1979 zur Gemeinde Lahnau                                |
| Waldsolms         |                                |                         | Gründung am 31. Dezember 1971                                        |
| Weidenhausen      | Schwingbach                    | 31. Dezember 1971       |                                                                      |
| Weiperfelden      | Waldsolms                      | 31. Dezember 1971       |                                                                      |
| Werdorf           | Aßlar                          | 1. Januar 1977          |                                                                      |
| Wetzlar, Stadt    | Lahn                           | 1. Januar 1977          | am 1. August 1979 als Stadt wiedererrichtet                          |
| Wißmar            | Lahn                           | 1. Januar 1977          | am 1. August 1979 zur Gemeinde Wettenberg                            |

## Kfz-Kennzeichen
Am 1. Juli 1956 wurde dem Landkreis bei der Einführung der Kfz-Kennzeichen das Unterscheidungszeichen WZ zugewiesen. Es wurde bis zum 31. Dezember 1976 ausgegeben. Für das Gebiet der Sonderstatusstadt Wetzlar wurde es am 1. Juli 2012 wieder eingeführt. Seit dem 16. August 2021 ist es im Lahn-Dill-Kreis erhältlich.